# Hugo Brünig
Hugo Brünig (* 13. Oktober 1860 in Pabstorf, Kreis Halberstadt; † nach 1935) war ein deutscher Militärintendant und Beamter.

## Leben
Er war der Sohn des Rittergutsbesitzers in Brückenkrug-Jäglin und dessen Ehefrau Amalie geborene Zabel. Nach dem Schulbesuch schlug Hugo Brünig eine Militärlaufbahn ein, 1880 wurde er Leutnant im Infanterie-Regiment 85. 1884 wechselte er als Bataillons-Adjutant nach Neumünster und Rendsburg und 1888 an die Intendantur. 1889 wurde er zum Oberleutnant der Reserve ernannt. In den späteren Jahren wechselte er an verschiedene Militärintendanturen in Breslau, Flensburg und Koblenz. 1904 erfolgte seine Ernennung zum Geheimen Kriegsrat und zum Vortragenden Rat in der Verpflegungsabteilung der Kriegsministeriums. Im Ersten Weltkrieg war er Mitglied der Heeresgruppe Woyrsch und im Anschluss der 18. Armee. Zuletzt war er Militärintendant des XI. Armeekorps. Als Hauptmann der Landwehr trat er außer Dienst.
Zuletzt lebte er in Soltau.

## Familie
Hugo Brünig heiratete Köthe, die Tochter des Oberst Hertell. Die gemeinsamen Söhne Paul und Otto Brünig schlugen ebenfalls Militärlaufbahnen ein. Paul wurde Hauptmann und Otto Oberleutnant und Flugleutnant bei der Deutschen Lufthansa.

## Ehrungen
- 1908 Ehrenkreuz des Ordens der Königlich Württembergischen Krone[1]

## Einzelnachweis
1. ↑  Militär-Wochenblatt, Band 93, Teil 2, 1908, S. 2047.

| Personendaten    | Personendaten                          |
| ---------------- | -------------------------------------- |
| NAME             | Brünig, Hugo                           |
| KURZBESCHREIBUNG | deutscher Militärintendant und Beamter |
| GEBURTSDATUM     | 13. Oktober 1860                       |
| GEBURTSORT       | Pabstorf, Kreis Halberstadt            |
| STERBEDATUM      | nach 1935                              |